# Franc Kosar

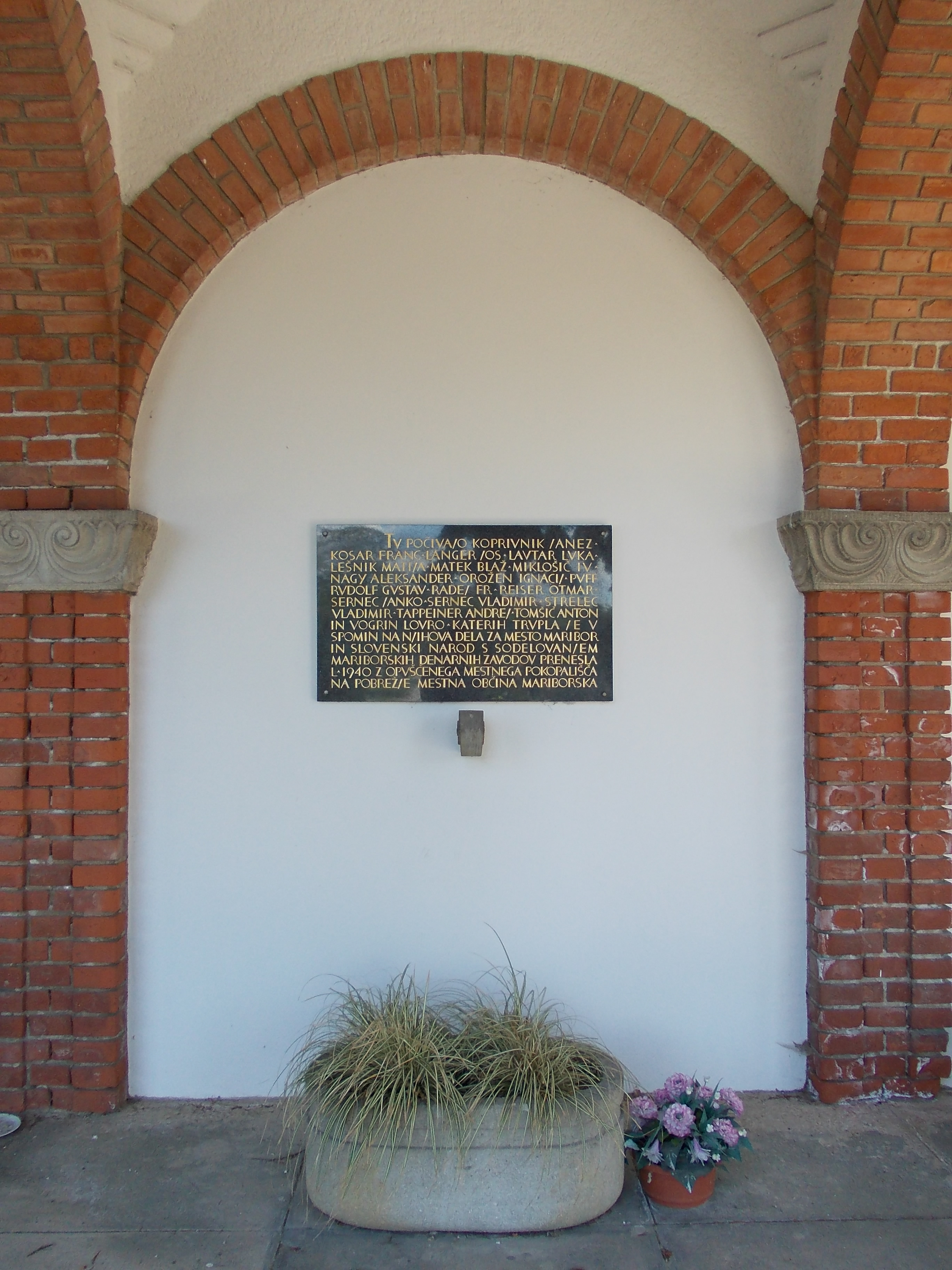
Grabmal von Franc Kosar auf dem Friedhof von Pobrežje

Franc Kosar (* 10. Januar 1823 in Braslovče; † 11. Juni 1894 in Ika (Opatija)) war ein slowenischer Geistlicher, Biograf und Philosoph. Er war ein enger Mitarbeiter und Biograph von Anton Martin Slomšek sowie von 1872 bis 1881 Dozent für Kirchenrecht an der Hohen Geistlichen Schule in Marburg an der Drau (heute Maribor).

## Werdegang
Franc Kosar begann nach Schulbesuchen in Braslovče, Kamnik und Novo mesto ein Philosophiestudium in Ljubljana, wechselte aber zwei Jahre später zum Theologiestudium in Klagenfurt, wo er zum Priester geweiht wurde. Seinen priesterlichen Dienst begann er 1846 als Kaplan in Poljčane. 1855 wurde er  in Braslovče, 1856 Pfarrvikar in St. Andrä im Lavanttal. Nach der Verlegung des Bischofssitz der Diözese Lavant nach Maribor wurde er zum Spiritual des neuen Priesterseminars ernannt. Später lehrte er Kirchenrecht am Theologischen Seminar in Maribor. Als der Bischofssitz vakant war, verwaltete er die Diözese Maribor bis zum Amtsantritt von Bischof Napotnik. Im Jahr 1865 wechselte er als Pfarrer nach Kozje (Drachenburg). Im Jahr 1870 kehrte er als Domherr nach Maribor zurück. Nach 1887 verbrachte er krankheitsbedingt viel Zeit in einem Sanatorium in Ika bei Kvarner, wo er 1894 starb. Er ist in Maribor begraben.

## Erinnerung
In Maribor erinnern das Ehrengrab auf dem Friedhof von Pobrežje sowie die Kosarjeva ulica an den Theologen. 